# (3369) Freuchen
(3369) Freuchen ist ein Asteroid des äußeren Hauptgürtels, der am 18. Oktober 1985 von den dänischen Astronomen Poul Jensen und Karl Augustesen am Schmidt-Teleskop des Observatoriums Brorfelde (IAU-Code 054) in der Nähe von Holbæk entdeckt wurde. Sichtungen des Asteroiden hatte es vorher schon mehrere gegeben: am 1. und 2. Februar 1971 unter der vorläufigen Bezeichnung 1971 CA an der Hamburger Sternwarte in Bergedorf, am 1. Dezember 1975 (1975 XF2) sowie am 31. Juli und 19. August 1979 (1979 OG16) am Krim-Observatorium in Nautschnyj und am 9. und 13. Dezember 1980 (1980 XD1) an der Sternwarte am purpurnen Berg bei Nanjing.
Der italienische Astronom Vincenzo Zappalà definiert in einer Publikation von 1995 (et al.) eine Zugehörigkeit des Asteroiden zur Eos-Familie, einer Gruppe von Asteroiden, welche typischerweise große Halbachsen von 2,95 bis 3,1 AE aufweisen, nach innen begrenzt von der Kirkwoodlücke der 7:3-Resonanz mit Jupiter, sowie Bahnneigungen zwischen 8° und 12°. Die Gruppe ist nach dem Asteroiden (221) Eos benannt. Es wird vermutet, dass die Familie vor mehr als einer Milliarde Jahren durch eine Kollision entstanden ist. In der aktuelleren Datenbank AstDyS-2 wird (3369) Freuchen als zugehörig zur Emma-Familie gesehen, einer kleinen Asteroidenfamilie, die nach ihrem größten Mitglied (283) Emma, einem Doppelasteroiden, benannt ist. (3369) Freuchen weist auch mit mehr als 0,14 eine höhere Exzentrizität auf als die Eos-Asteroiden.
Nach der SMASS-Klassifikation (Small Main-Belt Asteroid Spectroscopic Survey) wurde bei einer spektroskopischen Untersuchung von Gianluca Masi, Sergio Foglia und Richard P. Binzel bei (3369) Freuchen von einer dunklen Oberfläche ausgegangen, es könnte sich also, grob gesehen, um einen C-Asteroiden handeln. Dies entspräche jedoch weder der Eos- noch der Emma-Familie.
Die zeitlosen (nichtoskulierenden) Bahnelemente von (3369) Freuchen sind fast identisch mit denjenigen der beiden kleineren, wenn man von der Absoluten Helligkeit von 14,6 und 16,6 gegenüber 12,2 ausgeht, Asteroiden (109024) 2001 QS8 und (271221) 2003 TM35.
(3369) Freuchen wurde am 18. September 1986 nach dem dänischen Polarforscher und Schriftsteller Peter Freuchen (1886–1957) benannt. Die Benennung erfolgte zur 100. Jahrsfeier von Freuchens Geburt.